# Simboli 6j
In matematica, i simboli 6j (o 6-j), detti anche simboli di Wigner 6j,  si riferiscono ai valori assunti da una funzione di sei variabili che possono assumere valori interi o semiinteri (0, 1/2, 1, 3/2, 2, 5/2, ...).
Sono stati introdotti da Eugene Paul Wigner nel 1940, e pubblicati nel 1965.
Vengono in utilizzati in teoria dei gruppi (nello studio delle rappresentazioni del gruppo delle rotazioni) e nella teoria del momento angolare (in particolare nella meccanica quantistica).

## Definizione
Essi sono strettamente collegati con i coefficienti W di Racah e si possono definire come 
{\displaystyle {\begin{Bmatrix}j_{1}&j_{2}&j_{3}\\j_{4}&j_{5}&j_{6}\end{Bmatrix}}:=(-1)^{j_{1}+j_{2}+j_{4}+j_{5}}W(j_{1}j_{2}j_{5}j_{4};j_{3}j_{6}).}

## Relazioni di simmetria
I simboli 6j, rispetto ai coefficienti W di Racah hanno il vantaggio di una maggiore simmetria.
Essi sono invarianti per tutti gli scambi di due colonne:
{\displaystyle {\begin{Bmatrix}j_{1}&j_{2}&j_{3}\\j_{4}&j_{5}&j_{6}\end{Bmatrix}}={\begin{Bmatrix}j_{2}&j_{1}&j_{3}\\j_{5}&j_{4}&j_{6}\end{Bmatrix}}={\begin{Bmatrix}j_{1}&j_{3}&j_{2}\\j_{4}&j_{6}&j_{5}\end{Bmatrix}}={\begin{Bmatrix}j_{3}&j_{2}&j_{1}\\j_{6}&j_{5}&j_{4}\end{Bmatrix}}.}
Essi inoltre sono invarianti per lo scambio degli argomenti superiori di una qualsiasi coppia di colonne con i corrispondenti argomenti inferiori
{\displaystyle {\begin{Bmatrix}j_{1}&j_{2}&j_{3}\\j_{4}&j_{5}&j_{6}\end{Bmatrix}}={\begin{Bmatrix}j_{4}&j_{5}&j_{3}\\j_{1}&j_{2}&j_{6}\end{Bmatrix}}={\begin{Bmatrix}j_{1}&j_{5}&j_{6}\\j_{4}&j_{2}&j_{3}\end{Bmatrix}}={\begin{Bmatrix}j_{4}&j_{2}&j_{6}\\j_{1}&j_{5}&j_{3}\end{Bmatrix}}.}
Il simbolo 6j
{\displaystyle {\begin{Bmatrix}j_{1}&j_{2}&j_{3}\\j_{4}&j_{5}&j_{6}\end{Bmatrix}}}
è diverso da 0 se e solo se {\displaystyle j_{1}}, {\displaystyle j_{2}} e {\displaystyle j_{3}} soddisfano la disuguaglianza triangolare
{\displaystyle j_{1}=|j_{2}-j_{3}|,\ldots ,j_{2}+j_{3}.}
Questa condizione combinata con le proprietà di simmetria comporta che la disuguaglianza triangolare deve essere soddisfatta anche dalle terne {\displaystyle (j_{1},j_{5},j_{6})}, {\displaystyle (j_{4},j_{2},j_{6})} e {\displaystyle (j_{4},j_{5},j_{3})}.

## Valori particolari
Quando {\displaystyle j_{6}=0} il simbolo 6j viene dato dall'espressione:
{\displaystyle {\begin{Bmatrix}j_{1}&j_{2}&j_{3}\\j_{4}&j_{5}&0\end{Bmatrix}}={\frac {\delta _{j_{2},j_{4}}\delta _{j_{1},j_{5}}}{\sqrt {(2j_{1}+1)(2j_{2}+1)}}}(-1)^{j_{1}+j_{2}+j_{3}}\Delta (j_{1},j_{2},j_{3}).}
Qui si usa la funzione {\displaystyle \Delta (j_{1},j_{2},j_{3})} uguale ad 1 se la terna {\displaystyle (j_{1},j_{2},j_{3})} soddisfa la disuguaglianza triangolare, uguale a 0 altrimenti. Le relazioni di simmetria consentono di trovare le espressioni per gli altri simboli 6j con un argomento nullo.

## Relazione di ortogonalità
Vale la seguente relazione di ortogonalità, collegata alla interpretazione dei simboli come coefficienti di cambiamenti di base per uno spazio di rappresentazione del gruppo delle rotazioni:
{\displaystyle \sum _{j_{3}=|j_{1}-j_{2}|}^{j_{1}+j_{2}}(2j_{3}+1){\begin{Bmatrix}j_{1}&j_{2}&j_{3}\\j_{4}&j_{5}&j_{6}\end{Bmatrix}}{\begin{Bmatrix}j_{1}&j_{2}&j_{3}\\j_{4}&j_{5}&j_{6}'\end{Bmatrix}}={\frac {\delta _{j_{6}^{}j_{6}'}}{2j_{6}+1}}\Delta (j_{1},j_{5},j_{6})\Delta (j_{4},j_{2},j_{6}).}